# Scott Lipsky
Scott Lipsky (* 14. August 1981 in Merrick, New York) ist ein ehemaliger US-amerikanischer Tennisspieler.

## Karriere
Der Doppelspezialist begann seine professionelle Karriere 2003 und konnte 16 Turniere im Doppel auf der ATP World Tour gewinnen sowie zwölf weitere Doppelfinals erreichen. Seine höchste Weltranglistenposition im Einzel erreichte er mit Rang 315 im März 2006, im Doppel belegte er im Juni 2013 Platz 21. Bei den French Open 2011 konnte Lipsky außerdem an der Seite der Australierin Casey Dellacqua den Mixed-Wettbewerb gewinnen.
Nach den French Open 2018 beendete er seine Karriere. Er ist verheiratet und hat einen Sohn.

## Erfolge
| Legende (Anzahl der Siege)                       |
| Grand Slam (1)                                   |
| ATP World Tour Finals                            |
| ATP World Tour Masters 1000                      |
| ATP World Tour 500 (1)                           |
| ATP International Series ATP World Tour 250 (15) |
| ATP Challenger Tour (24)                         |

| Titel nach Belag |
| Hartplatz (7)    |
| Sand (8)         |
| Rasen (2)        |

### Doppel

#### Turniersiege

##### ATP World Tour
| Nr. | Datum            | Turnier       | Belag         | Partner           | Finalgegner                            | Ergebnis           |
| --- | ---------------- | ------------- | ------------- | ----------------- | -------------------------------------- | ------------------ |
| 1.  | 24. Februar 2008 | San José (1)  | Hartplatz (i) | David Martin      | Bob Bryan Mike Bryan                   | 7:64, 7:5          |
| 2.  | 10. Mai 2009     | Estoril (1)   | Sand          | Eric Butorac      | Martin Damm Robert Lindstedt           | 6:3, 6:2           |
| 3.  | 25. Juli 2010    | Atlanta       | Hartplatz     | Rajeev Ram        | Rohan Bopanna Kristof Vliegen          | 6:3, 6:74, [12:10] |
| 4.  | 13. Februar 2011 | San José (2)  | Hartplatz (i) | Rajeev Ram        | Alejandro Falla Xavier Malisse         | 6:4, 4:6, [10:8]   |
| 5.  | 27. Februar 2011 | Delray Beach  | Hartplatz     | Rajeev Ram        | Christopher Kas Alexander Peya         | 4:6, 6:4, [10:3]   |
| 6.  | 24. April 2011   | Barcelona     | Sand          | Santiago González | Bob Bryan Mike Bryan                   | 5:7, 6:2, [12:10]  |
| 7.  | 15. Juli 2012    | Newport       | Rasen         | Santiago González | Colin Fleming Ross Hutchins            | 7:63, 6:3          |
| 8.  | 25. August 2012  | Winston-Salem | Hartplatz     | Santiago González | Pablo Andújar Leonardo Mayer           | 6:3, 4:6, [10:2]   |
| 9.  | 5. Mai 2013      | Estoril (2)   | Sand          | Santiago González | Aisam-ul-Haq Qureshi Jean-Julien Rojer | 6:3, 4:6, [10:7]   |
| 10. | 16. Juni 2013    | Halle         | Rasen         | Santiago González | Daniele Bracciali Jonathan Erlich      | 6:2, 7:63          |
| 11. | 4. Mai 2014      | Estoril (3)   | Sand          | Santiago González | Pablo Cuevas David Marrero             | 6:3, 3:6, [10:8]   |
| 12. | 24. Mai 2014     | Düsseldorf    | Sand          | Santiago González | Martin Emmrich Christopher Kas         | 7:5, 4:6, [10:3]   |
| 13. | 3. Mai 2015      | Estoril (4)   | Sand          | Treat Huey        | Marc López David Marrero               | 6:1, 6:4           |
| 14. | 1. November 2015 | Valencia      | Hartplatz (i) | Eric Butorac      | Feliciano López Maks Mirny             | 7:64, 6:3          |
| 15. | 1. Mai 2016      | Estoril (5)   | Sand          | Eric Butorac      | Łukasz Kubot Marcin Matkowski          | 6:4, 3:6, [10:8]   |
| 16. | 22. Oktober 2017 | Antwerpen     | Hartplatz (i) | Divij Sharan      | Santiago González Julio Peralta        | 6:4, 2:6, [10:5]   |

##### ATP Challenger Tour
| Nr. | Datum              | Turnier         | Belag         | Partner           | Finalgegner                           | Ergebnis          |
| --- | ------------------ | --------------- | ------------- | ----------------- | ------------------------------------- | ----------------- |
| 1.  | 31. Juli 2005      | Toljatti        | Hartplatz     | Mark Nielsen      | Flavio Cipolla Massimo Ocera          | 6:2, 6:3          |
| 2.  | 2. Oktober 2005    | Tulsa           | Hartplatz     | David Martin      | Rik De Voest Harel Levy               | 6:0, 6:2          |
| 3.  | 16. Oktober 2005   | Sacramento      | Hartplatz     | David Martin      | John Paul Fruttero Mirko Pehar        | 6:4, 6:4          |
| 4.  | 4. Juni 2006       | Busan           | Hartplatz     | Todd Widom        | Robert Kendrick Cecil Mamiit          | 6:3, 6:72, [10:7] |
| 5.  | 11. Juni 2006      | Yuba City       | Hartplatz     | David Martin      | Nicholas Monroe Horia Tecău           | 6:0, 6:4          |
| 6.  | 13. August 2006    | Binghamton (1)  | Hartplatz     | David Martin      | Colin Fleming Jamie Murray            | 7:5, 5:7, [10:3]  |
| 7.  | 24. September 2006 | Lubbock         | Hartplatz     | Chris Drake       | Goran Dragicevic Mirko Pehar          | 7:62, 6:3         |
| 8.  | 11. November 2006  | Nashville       | Hartplatz (i) | David Martin      | Rik De Voest Eric Nunez               | 6:77, 6:4, [10:6] |
| 9.  | 10. März 2007      | Salinas         | Hartplatz     | David Martin      | Thiago Alves Franco Ferreiro          | 7:5, 7:69         |
| 10. | 27. Januar 2008    | Waikoloa        | Hartplatz     | David Martin      | Satoshi Iwabuchi Gō Soeda             | 6:4, 5:7, [10:7]  |
| 11. | 1. Februar 2009    | Carson          | Hartplatz     | David Martin      | Lester Cook Donald Young              | 7:63, 4:6, [10:6] |
| 12. | 25. April 2009     | Tallahassee (1) | Hartplatz     | Eric Butorac      | Colin Fleming Ken Skupski             | 6:1, 6:4          |
| 13. | 7. Juni 2009       | Nottingham      | Rasen         | Eric Butorac      | Colin Fleming Ken Skupski             | 6:4, 6:4          |
| 14. | 16. August 2009    | Binghamton (2)  | Hartplatz     | Rik De Voest      | Carsten Ball Kaes Van’t Hof           | 7:62, 6:4         |
| 15. | 6. Februar 2010    | Dallas (1)      | Hartplatz (i) | David Martin      | Vasek Pospisil Adil Shamasdin         | 7:67, 6:3         |
| 16. | 17. Oktober 2010   | Rennes          | Teppich (i)   | David Martin      | Denis Gremelmayr Björn Phau           | 6:4, 5:7, [12:10] |
| 17. | 7. November 2010   | Eckental        | Teppich (i)   | Rajeev Ram        | Sanchai Ratiwatana Sonchat Ratiwatana | 6:72, 6:4, [10:4] |
| 18. | 30. Januar 2011    | Singapur (1)    | Hartplatz     | David Martin      | Sanchai Ratiwatana Sonchat Ratiwatana | 5:7, 6:1, [10:8]  |
| 19. | 6. März 2011       | Dallas (2)      | Hartplatz (i) | Rajeev Ram        | Dustin Brown Björn Phau               | 7:63, 6:4         |
| 20. | 30. Januar 2011    | Athen           | Hartplatz     | Colin Fleming     | Matthias Bachinger Benjamin Becker    | kampflos          |
| 21. | 18. März 2012      | Dallas II       | Hartplatz     | Santiago González | Bobby Reynolds Michael Russell        | 6:4, 6:3          |
| 22. | 16. März 2014      | Irving          | Hartplatz     | Santiago González | John-Patrick Smith Michael Venus      | 4:6, 7:67, [10:7] |
| 23. | 23. April 2017     | Sarasota        | Sand          | Jürgen Melzer     | Stefan Kozlov Peter Polansky          | 6:2, 6:4          |
| 24. | 29. April 2017     | Tallahassee (2) | Sand          | Leander Paes      | Máximo González Leonardo Mayer        | 4:6, 7:65, [10:7] |

#### Finalteilnahmen
| Nr. | Datum              | Turnier          | Belag         | Partner           | Finalgegner                            | Ergebnis         |
| --- | ------------------ | ---------------- | ------------- | ----------------- | -------------------------------------- | ---------------- |
| 1.  | 22. Juli 2007      | Los Angeles      | Hartplatz     | David Martin      | Bob Bryan Mike Bryan                   | 6:75, 2:6        |
| 2.  | 4. Mai 2008        | München          | Sand          | David Martin      | Michael Berrer Rainer Schüttler        | 5:7, 6:3 [8:10]  |
| 3.  | 20. Juli 2008      | Indianapolis     | Hartplatz     | David Martin      | Ashley Fisher Tripp Phillips           | 6:3, 3:6, [5:10] |
| 4.  | 28. September 2008 | Bangkok          | Hartplatz (i) | David Martin      | Lukáš Dlouhý Leander Paes              | 4:6, 6:74        |
| 5.  | 18. Januar 2009    | Auckland (1)     | Hartplatz     | Leander Paes      | Martin Damm Robert Lindstedt           | 5:7, 4:6         |
| 6.  | 6. Februar 2011    | Johannesburg     | Hartplatz     | Rajeev Ram        | Jamie Cerretani Adil Shamasdin         | 3:6, 6:3, [7:10] |
| 7.  | 17. Juni 2012      | Halle            | Rasen         | Treat Huey        | Aisam-ul-Haq Qureshi Jean-Julien Rojer | 3:6, 4:6         |
| 8.  | 21. Juni 2014      | ’s-Hertogenbosch | Rasen         | Santiago González | Jean-Julien Rojer Horia Tecău          | 3:6, 6:73        |
| 9.  | 12. April 2015     | Houston          | Sand          | Treat Huey        | Ričardas Berankis Teimuras Gabaschwili | 4:6, 4:6         |
| 10. | 29. August 2015    | Winston-Salem    | Hartplatz     | Eric Butorac      | Dominic Inglot Robert Lindstedt        | 2:6, 4:6         |
| 11. | 16. Januar 2016    | Auckland (2)     | Hartplatz     | Eric Butorac      | Mate Pavić Michael Venus               | 5:7, 4:6         |
| 12. | 14. Januar 2017    | Auckland (3)     | Hartplatz     | Jonathan Erlich   | Marcin Matkowski Aisam-ul-Haq Qureshi  | 6:1, 2:6, [3:10] |

### Mixed

#### Turniersiege
| Nr. | Datum        | Turnier     | Belag | Partner         | Finalgegner                       | Ergebnis          |
| --- | ------------ | ----------- | ----- | --------------- | --------------------------------- | ----------------- |
| 1.  | 2. Juni 2011 | French Open | Sand  | Casey Dellacqua | Katarina Srebotnik Nenad Zimonjić | 7:66, 4:6, [10:7] |